# Loxaspilates montuosa
Loxaspilates montuosa es una polilla de la familia Geometridae. Se encuentra en Taiwán.